# ラストオーダー ファイナルファンタジーVII
『ラストオーダー -ファイナルファンタジーVII-』（ラストオーダー ファイナルファンタジーセブン、LAST ORDER -FINAL FANTASY VII-、略称: LO FFVII、LO FF7）は、スクウェア・エニックス発売の『ファイナルファンタジーVII アドベントチルドレン』の限定ボックス「ADVENT PIECES: LIMITED」に付属されたOVA作品である。2005年9月14日発売。25分。
『コンピレーション・オブ・ファイナルファンタジーVII』（『FFVII』の一環で、『ファイナルファンタジーVII』でのニブルヘイム事件をアニメーション化した。『FFVII』はもちろん、『ビフォア クライシス ファイナルファンタジーVII』（『BC FFVII』）や『クライシス コア ファイナルファンタジーVII』（『CC FFVII』）などにも繋がるストーリーとなっているが、ゲーム内での描写とは異なる点も多く見られる。

## ストーリー
炎に包まれたニブルヘイム。ティファは逃げろという師ザンガンを振り切り、父を救うため魔晄炉のセフィロスの元へと行ってしまう。そのことを聞いたザックスもセフィロスの元へ向かい、魔晄炉でソルジャー同士の戦いが始まる。しかし、ソルジャークラスファーストのザックスもセフィロスには及ばず倒れてしまう。セフィロスがジェノバの首を斬り取った瞬間、後ろから一人の神羅兵に刺される。その後ティファを抱きかかえたその顔は、クラウドだった。ザックスからセフィロスに止めを刺せと言われたクラウド。バスターソードを再び手に取り立ち向かうクラウドだが逆に正宗を胸に突き立てられ形勢を逆転させられてしまう。しかし、クラウドは刺さった正宗を掴みセフィロスを振り払った。セフィロスはそのクラウドの様子に不適な笑みを浮かべ、ライフストリームに降りていった。その後駆けつけた神羅、ツォン、宝条らは、クラウドとザックスを収容する。
それから時は流れ、脱走を企てるザックスとクラウド。タークスにも追跡に加わる命令が出された。ツォンはザックスとクラウドのファイルを見てニブルヘイム事件のことを思い出していた。ツォンはザックスとクラウドを「出来るだけ生きたまま身柄を確保」するため追跡に動き出す。一方脱出したザックスとクラウドはミッドガルへ向かう車の荷台に乗りながら、着いてから何をするかを話していた。その時、「タークスの到着を待て」との命令を受けていた神羅軍が自らの手柄にするため命令を無視し、荒野を移動しているザックスとクラウドを射殺しに向かう。ザックスは魔晄中毒により動けないクラウドを安全な岩陰に隠し、神羅兵との最後の戦いに向かう。数え切れないほどの神羅兵を何とかなぎ倒すが、同時にザックスも力尽きようとしていた。そこに意識を取り戻したクラウドがザックスの元に地面をはいずり近づいてくる。クラウドはまだ意識が朦朧としていたが、ザックスは「おまえが俺の生きた証」「俺の夢や希望全部やる」そして最後に「英雄になりたければ夢をもつんだ」という言葉を残し、永遠の眠りにつく。その瞬間、クラウドはザックスとの全ての思い出がよみがえる。そしてクラウドはザックスのことを必ず忘れないことを心に決め、形身であるバスターソードをひきずり、荒野を一人歩いていった。

## 登場人物
- ザックス（Zack） - 鈴村健一
- セフィロス（Sephiroth） - 森川智之
- クラウド・ストライフ（Cloud Strife） - 櫻井孝宏
- ティファ・ロックハート（Tifa Lockhart） - 伊藤歩
- ツォン（Zeng） - 諏訪部順一
- レノ（Reno） - 藤原啓治
- ルード（Rude） - 楠大典
- タークス（ロッド） - 浪川大輔
- タークス（短銃） - 豊口めぐみ
- タークス（散弾銃） - 青木麻由子
- タークス（二丁拳銃） - 佐藤銀平
- タークス（格闘） - 大塚芳忠
- 宝条（Hojo） - 野沢那智
- ザンガン（Zangan） - 藤岡弘、

## ゲームとの描写の違い
ニブルヘイムが炎に包まれている時のザックスとクラウド
アニメでは2人で一緒に居たが、ゲームではクラウドが自宅の前で倒れており、ザックスは一人で魔晄炉に向かおうとしていた。
ティファの父親の呼び方
アニメでは「お父さん」と呼んでいるが、ゲームでは「パパ」と呼んでいる。
セフィロスの刀の持ち手
ゲームでは記念写真と炎の中に消えて行くムービーシーン、最後の戦いでのムービーシーン以外は右手で持っていたが、アニメではすべてのシーンにて利き腕の左で持っている。
ティファの父親が殺された場所 と ティファがセフィロスの刀を持つシーン
アニメでは魔晄炉の外になっていたが、ゲームでは魔晄炉の通路だった。
クラウドがティファを抱きかかえるシーン
アニメではティファが一時的に意識を取り戻しクラウドに気づいているが、ゲームでは気づいていない。
セフィロスがジェノバの首を持っていこうとするシーン
ゲームではジェノバが眠っていた部屋を出て通路に向かっていた。
クラウドがセフィロスに止めを刺そうとするシーン
ゲームでは素手の状態で襲い掛かろうとしていたが、アニメではバスターソードを持って止めを刺そうとしていた。
セフィロスがクラウドを刺すシーン
アニメではジェノバが眠っていた部屋になっていたが、ゲームではライフストリームが剥き出しになっている魔晄炉の通路だった。
セフィロスがライフストリームに落ちていくシーン
アニメではジェノバが眠っていた部屋でジェノバの首を持って自ら飛び降りていったが、ゲームでは魔晄炉の通路にてクラウドに刀を突き刺した後、クラウドに刀ごと空中に持ち上げられ投げ落とされた。
ジェノバが眠っていた部屋
ゲームではライフストリームが剥き出しになっている部分が見られなかった。
魔晄炉の外と卵の間にあった通路
アニメではその通路そのものが省かれていた。
神羅屋敷からの脱走後のクラウドの服装
ゲームでは神羅屋敷から脱走してニブルヘイムから出た後はザックスがクラウドをソルジャーの格好に着替えさせたが、アニメではその後も神羅兵の服装のままになっている。

## 『BC FFVII』との接点
『FFVII』の6年前を描いた『ビフォア クライシス ファイナルファンタジーVII』（『BC FFVII』）の第12章、第13章のエピソードでは、タークスの一員としてニブルヘイムに行くミッションをすることができる。

## 『CC FFVII』との接点
『FFVII』の7年前を描いた『クライシス コア ファイナルファンタジーVII』（『CC FFVII』）はザックスが主人公であるため、エピソード第8章からニブルヘイム事件に遭遇し、神羅屋敷からミッドガルに向かうまでの事件の全容（一部オリジナルの設定有り）を直接把握することができる。

## スタッフ
- 監督 - 浅香守生
- オリジナルストーリー - 野島一成
- 脚本 - 犬飼和彦
- キャラクターデザイン - 阿部恒
- 総作画監督 - 田崎聡
- 作画監督 - 室井ふみえ、香月邦夫、山田勝哉
- 美術監督 - 金子英俊
- 色彩設計 - 角本百合子
- 撮影監督 - 増元由紀大
- 編集 - 木村佳史子
- 音楽 - 石元丈晴
- 音響監督 - 清水洋史
- スーパーバイジングディレクター - 野村哲也
- エグゼクティブプロデューサー - 橋本真司、北瀬佳範、和田洋一
- アニメーションプロデューサー - 齋藤優一郎
- アニメーション制作 - マッドハウス
- エンディングテーマ「LAST ORDER」